# Сан-Вісенте-де-Фора
Сан-Вісенте-де-Фора (порт. São Vicente de Fora; МФА: [ˈsɐ̃w vi.ˈsẽ.tɨ dɨ ˈfo.ɾɐ]) — парафія в Португалії, у муніципалітеті Лісабон. Розташована в західній частині країни, на теренах історичної португальської провінції Ештремадура. Входить до складу округу Лісабон. За адміністративним поділом, чинним до 1976 року, терени парафії були складовою провінції Ештремадура. Належить до Лісабонського патріархату Католицької церкви. Патрон — святий Вікентій. Площа — 0,3167 км². Населення — 3539 ос. (2011). Сильно урбанізований регіон. Густота населення — 11 174,61 осіб/км²
. Код — 110651.

## Географія

Райони Лісабона
Зони Лісабона
Сан-Вісенте

## Населення
| Кількість мешканців | Кількість мешканців | Кількість мешканців | Кількість мешканців | Кількість мешканців | Кількість мешканців | Кількість мешканців | Кількість мешканців | Кількість мешканців | Кількість мешканців | Кількість мешканців | Кількість мешканців | Кількість мешканців | Кількість мешканців | Кількість мешканців |
| ------------------- | ------------------- | ------------------- | ------------------- | ------------------- | ------------------- | ------------------- | ------------------- | ------------------- | ------------------- | ------------------- | ------------------- | ------------------- | ------------------- | ------------------- |
| 1864                | 1878                | 1890                | 1900                | 1911                | 1920                | 1930                | 1940                | 1950                | 1960                | 1970                | 1981                | 1991                | 2001                | 2011                |
| 4 090               | 5 578               | 7 040               | 7 647               | 8 549               | 10 055              | 9 033               | 9 280               | 9 666               | 11 533              | 9 253               | 8 301               | 5 453               | 4 267               | 3 539               |

## Пам'ятки
- Національний пантеон — державний пантеон і католицька церква святої Енграції.